# 奥尔西纳 (德龙省)
奥尔西纳（法語：Orcinas）是法国德龙省的一个市镇，属于尼永区（Nyons）迪耶于莱菲县（Dieulefit）。该市镇总面积5.27平方公里，2009年时的人口为28人。

## 人口
奥尔西纳人口变化图示